# Montaganha
Montaganha (en francès Montagagne) és un municipi francès del departament de l'Arieja i la regió d'Occitània.